# 八頭町立中央中学校
八頭町立中央中学校（やずちょうりつ ちゅうおうちゅうがっこう）は、かつて鳥取県八頭郡八頭町郡家にあった公立中学校。八頭町教育委員会は2015年度に八頭町内3中学校を廃止統合し中央中校舎を活用し統合校舎とする方針を決定した。新しい校名は八頭町立八頭中学校。

## 沿革
- 1947年（昭和22年）4月 - 加茂村外三ヶ村組合立中央中学校開校。
- 1949年（昭和24年）8月 - 新校舎完成。
- 1951年（昭和26年） - 町制施行、郡家町発足に伴い郡家町外三ヶ村組合立中央中学校と改称。
- 1953年（昭和28年） - 町村合併により郡家町立中央中学校と改称。
- 1960年（昭和35年）10月1日 - 上私都中学校、中私都中学校を名目統合。
- 1963年（昭和38年） - 同完全統合。
- 1965年（昭和40年） - 鉄筋校舎へ改築完成。
- 2005年（平成17年）3月31日 - 郡家・船岡・八東町合併により八頭町発足に伴い、八頭町立中央中学校と改称。
- 2015年（平成27年）3月31日 - 閉校。

## 部活動
- 野球部
- ソフトテニス部
- バレーボール部
- 卓球部
- バスケットボール部
- 柔道部
- 陸上部
- ホッケー部 - 県内に3校のみ存在（1校は休部中）、統合後の八頭中学校でも継続されている。

## 校区
- 八頭町立郡家東小学校
- 八頭町立郡家西小学校

## 著名な出身者
- 佐藤雅子（ホッケー選手） - ロンドン五輪ホッケー女子「さくらジャパン」日本代表